# Everything (Michael Bublé)
Everything è un singolo nominato ai Grammy dell'artista canadese Michael Bublé tratto dall'album Call Me Irresponsible.
Il singolo è arrivato alla prima posizione della classifica dei singoli più scaricati in Italia il 16 aprile 2007, tornandoci sorprendentemente a distanza di oltre un anno, il 27 giugno 2008.

## Stile musicale
Rispetto ai precedenti lavori di Bublé, questo brano si discosta dal suo solito stile orientato verso gli arrangiamenti per grandi orchestre, e punta ad uno stile più pop.

## Tracce
1. "Everything" (album version)
2. "These Foolish Things (Remind Me of You)"
3. "Everything" (Alternative Mix)

## Il video
Il video per "Everything" alterna scene in cui si vede Bublé eseguire il brano, ad altre in cui il cantante tiene un casting per attori ed intrattenitori, la cui scelta definitiva avviene solo alla fine del video. Il video è stato postato sul popolare sito YouTube, dove è stato visto 36 milioni di volte (18/12/2011). Nel video fanno una comparsa anche Whoopi Goldberg e Bono

## Classifiche
| Paese             | Posizione più alta |
| ----------------- | ------------------ |
| Australia         | 19                 |
| Austria           | 34                 |
| Belgio (Fiandre)  | 52                 |
| Belgio (Vallonia) | 54                 |
| Canada            | 10                 |
| Danimarca         | 25                 |
| Germania          | 39                 |
| Italia            | 1                  |
| Norvegia          | 8                  |
| Paesi Bassi       | 5                  |
| Regno Unito       | 38                 |
| Stati Uniti       | 46                 |
| Svezia            | 43                 |
| Svizzera          | 28                 |

## Cover
Sei unica è la versione italiana del brano pubblicata come singolo da Matteo Becucci nel 2010. Il brano (dalla durata di 3 min e 34 s), estratto dall'album Cioccolato amaro e caffè, porta etichetta Sony Music.